# Santa Ana (Francisco Morazán)
Santa Ana  é uma cidade hondurenha do departamento de Francisco Morazán.